# Iván Faragó
Iván Faragó, né le 1er avril 1946 à Budapest et mort le 12 décembre 2022, est un joueur d'échecs hongrois.
Grand maître international de 1976 à 2022 et champion de Hongrie en 1986, il a remporté la médaille d'argent par équipe lors de l'olympiade de 1980 et du championnat du monde par équipe de 1985.

## Compétitions internationales par équipe
Iván Faragó a représenté la Hongrie lors de l'olympiade d'échecs de 1980 et du premier Championnat du monde d'échecs par équipes en 1985, remportant à chaque fois la médaille d'argent par équipe. Il a participé à quatre championnats d'Europe par équipes de 1977 à 1989, remportant la médaille de bronze par équipe en 1983 et la médaille d'argent par équipe en 1977 et 1980 ainsi que de quatre olympiades universitaires, remportant la médaille d'argent par équipe en 1972 et la médaille d'or individuelle en 1967.

## Tournois individuels
Faragó a remporté les tournois de :
- Veszprém 1971 (tournoi national remporté avec 11 points sur 13)[7]
- Zalaegerszeg 1972 (mémorial Antal Csuti, remporté avec 12,5 points sur 15)
- Budapest 1973 et 1974 (demi-finales du championnat de Hongrie, il finit quatrième ex æquo de la finale à Budapest en 1973)
- Pristina 1973 (ex æquo avec Minić) et 1976 (ex æquo avec B. Ivanović),
- l'open de Berne 1974 (ex æquo avec K. Honfi, A. Lombard et B. Bednarski)
- Amsterdam B (tournoi d'échecs IBM) 1975 (ex æquo avec John Nunn, il finit quatrième du tournoi A en 1976)[8]
- Bergen 1978
- Halle 1978
- Tournoi d'échecs de Sarajevo 1979
- Lodz 1979 et 1980
- Kecskemet 1979
- Svendborg 1981
- Budapest 1993 (mémorial Elkies)
- Vinkovci 1993